# Di Gribble
Diana Mary Gribble (Melbourne, 13 de abril de 1942 - Melbourne, 4 de octubre de 2011) fue una editora y empresaria australiana. Como feminista, fue una de las figuras más influyentes en la escena editorial australiana y en la vida cultural entre 1975 y 2010.

## Biografía
Gribble nació en Melbourne, hija de Sir Archibald Glenn y Betty Balderstone. Educada en Fintona Girls' School, comenzó a estudiar arquitectura en la Universidad de Melbourne, donde conoció a Hilary McPhee.

## Carrera
En 1975, ambas cofundaron McPhee Gribble, una editorial australiana que fue la primera editora de numerosos autores australianos conocidos como Glen Tomasetti, Helen Garner, Jean McCaughey, Rodney Hall, Kathy Lette, Gabrielle Carey y Drusilla Modjeska. En 1989, la editorial fue vendida a Penguin Books.
En 1990, se asoció con Eric Beecher y juntos lanzaron Text Media Group; y atrajo a autores como Peter Singer, Tim Flannery, el equipo The Chaser, Shane Maloney, Hazel Hawke, Robert Manne y Raimond Gaita. El grupo fue vendido en 2004 a Fairfax Media.
En 2005, nuevamente con Beecher, cofundó Private Media y adquirió Crikey, y otros servicios de noticias en línea.
Fue directora de Australian Broadcasting Corporation, incluido un mandato como vicepresidenta, miembro del Consejo de Australia, directora de Lonely Planet, de la Orquesta Sinfónica de Melbourne, Melbourne Major Events Company, Austrade, Circus Oz, Care Australia, y miembro fundadora del Lobby Electoral de Mujeres, así como de la Red de Mujeres del Essendon Football Club.

## Vida personal
Gribble murió de cáncer de páncreas en octubre de 2011, a los 69 años.